# Squadra Calcio FEDIT 1958-1959
Questa voce raccoglie le informazioni riguardanti la Squadra Calcio FEDIT  nelle competizioni ufficiali della stagione 1958-1959.

## Rosa
| N. |                   | Ruolo | Calciatore        |
| -- | ----------------- | ----- | ----------------- |
|    | Italia (bandiera) | C     | Luigi Amicarelli  |
|    | Italia (bandiera) | C     | Gianni Barbolini  |
|    | Italia (bandiera) | C     | Antonio Basso     |
|    | Italia (bandiera) | D     | Vittorio Calvani  |
|    | Italia (bandiera) | A     | Ignazio Caruso    |
|    | Italia (bandiera) | C     | Giulio Ceresi     |
|    | Italia (bandiera) | C     | Alberto Corazza   |
|    | Italia (bandiera) | C     | Franco Di Napoli  |
|    | Italia (bandiera) | A     | Gaetano Gaeta     |
|    | Italia (bandiera) | D     | Piero Garzelli    |
|    | Italia (bandiera) | P     | Giuseppe Leonardi |

| N. |                   | Ruolo | Calciatore           |
| -- | ----------------- | ----- | -------------------- |
|    | Italia (bandiera) | A     | Antonio Lignini      |
|    | Italia (bandiera) | A     | Giancarlo Magnavacca |
|    | Italia (bandiera) | C     | Enrico Mastroianni   |
|    | Italia (bandiera) | C     | Rodolfo Panizza      |
|    | Italia (bandiera) | P     | Fernando Ranucci     |
|    | Italia (bandiera) | D     | Mario Santariga      |
|    | Italia (bandiera) | C     | Pietro Santin        |
|    | Italia (bandiera) | C     | Antonio Schiavoni    |
|    | Italia (bandiera) | A     | Giuseppe Taddei      |
|    | Italia (bandiera) | A     | Valentino Valli      |
|    | Italia (bandiera) | C     | Corrado Viciani      |